# Marijino vnebovzetje (Cerasijeva kapela)
Marijino vnebovzetje (italijansko L'Assunzione della Vergine) Annibale Carraccija je oltarna slika znamenite Cerasijeve kapele v cerkvi Santa Maria del Popolo v [[Rim]gu. Slika velike plošče je nastala v letih 1600–1601. Umetniško delo nekoliko zasenčijo dve bolj znani Caravaggiovi sliki na stranskih stenah kapele: Spreobrnjenje na poti v Damask in Križanje sv. Petra. Oba slikarja sta bila pomembna v razvoju baročne umetnosti, vendar je kontrast osupljiv: Carracciova Devica žari z enakomerno svetlobo in izžareva harmonijo, medtem ko so Caravaggiove slike dramatično osvetljene in skrajšane.

## Zgodovina
Kapelo v levem transeptu bazilike je zgradil monsinjor Tiberio Cerasi, konzistorialni odvetnik in generalni zakladnik papeža Klemena VIII. Od bratov avguštincev je 8. julija 1600 kupil kapelo na istem mestu in naročil Carlu Madernu, naj majhno stavbo obnovi v baročnem slogu. Septembra je Cerasi sklenil pogodbo s Caravaggiom, da poslika dve plošči za stranske stene. Verjetno je bila v zgodnji fazi postopka s Carraccijem podpisana še ena pogodba za oltarno sliko, vendar ta dokument ni ohranjen. Carraccijeve pripravljalne študije in skice so ohranjene v Kraljevi zbirki.
Naročila so prejeli vodilni umetniki v Rimu tistega časa: v teh letih je Carracci delal na znamenitem ciklu fresk v palači Farnese za kardinala Odoarda Farneseja. Verjetno zaradi njegovega povečanega dela v palači je tri stropne freske v kapeli po Carraccijevem načrtu izdelal njegov pomočnik Innocenzo Tacconi. V teh okoliščinah ni bilo razloga, da bi Carracci in Caravaggio drug drugega imela za poslovna tekmeca, pravi Denis Mahon.
Tiberio Cerasi je umrl 3. maja 1601 in bil pokopan v kapeli. V svoji oporoki je za svoje dediče imenoval očete bolnišnice Madonna della Consolazione z odgovornostjo za dokončanje še nedokončane kapele. Annibalova oltarna slika je bila verjetno že dokončana, kot je razvidno iz avvisa, ki ga je morda napisal Giulio Mancini in je datiran na 2. junij:
»Glavna slika v kapeli [je] omenjenega Carraccija, te tri slike so na splošno velike odličnosti in lepote.«
To potrjuje tudi dejstvo, da v dokumentih o upravljanju premoženja Tiberia Cerasija, sestavljenih po njegovi smrti, ni nobenih zapisov o plačilih v korist Carraccia. Kapela je bila dokončno posvečena 11. novembra 1606. Posvečena je bila Marijinemu vnebovzetju.

## Opis
Oltarna slika je po svoji predmetni in prostorski legi steber dekorativnega programa kapele. Obstaja močna tematska povezava s prizorom Marijinega kronanja v osrednjem medaljonu banjastega oboka, ki prikazuje zadnjo epizodo v Življenju Device po Marijinem vnebovzetju. Slika vzpostavlja tudi dialog z obema Caravaggiovima platnoma na stranskih stenah: najpomembnejši figuri med apostoli sta sveti Peter (starejši na levi) in sveti Pavel (na desni) v ospredju, čigar življenjski zgodbi je prikazal Caravaggio (in tudi ob stranskih slikah na oboku). Tematske in kompozicijske povezave dokazujejo, da je bila oltarna slika zasnovana tako, da jo gledamo kot del večje celote in ne kot samostojen objekt.
Precej natrpana kompozicija je organizirana okoli triade figur: Devica, ki vstaja iz praznega groba (obdana s spremstvom angelov) in dva apostola, ki s strahospoštovanjem strmita navzgor. Vsi trije nosijo oblačila v svetlih osnovnih barvah: modro nad rdečo (Marija), rumeno nad modro (Peter) in rožnato nad zeleno (Pavel). Preostali prostor okoli sarkofaga je zapolnjen z devetimi drugimi apostoli, tako da je njihovo skupno število enajst. »Toge oblike in natrpana kompozicija […] so razlagali kot zavesten premik k 'hiper-idealizirani' maniri, ki zavrača toplino in slikarske lastnosti njegovega bolonjskega obdobja za slog, ki ga dolguje starodavnemu kiparstvu in Rafaelu. Še vedno ne starodavni reliefi ne Rafael niso tako napolnili svojih slikovnih polj,« pravi Ann Sutherland Harris.
Slika v veliki meri sledi ikonografski tradiciji upodabljanja Marijinega vnebovzetja v zahodni umetnosti. Janez Evangelist (na levi) je upodobljen kot golobradi mladenič med starejšimi in bradatimi apostoli. Enega člana angelskega spremstva lahko identificiramo kot nadangela Mihaela, ki je povzdignil Marijino telo v nebesa. Apostol na desni gleda nagrobno platno in vrtnice, ki so bile najdene v praznem sarkofagu. Po drugi strani pa je vidno mesto principes apostolorum prikimavanje lokalnim občutljivostim.
Zdi se, da Marija štrli naprej in ne navzgor. Gre za pripomoček, ki kompenzira zaprtost okolja in precej nizek položaj oltarja. Na ta način se Marijino vnebovzetje sreča z opazovalcem daleč onkraj ozkega prostora Cerasijeve kapele in ji zagotovi vidnost iz transepta, idealnega prostora za nadaljevanje Marijinega gibanja. Dinamičnost, čustveni naboj in vpetost slike v realni prostor so močno inovativni elementi, zaradi katerih plošča nima para med sodobnimi oltarji, ustvarjenimi v Rimu.

## Vpliv
Domnevni model osrednje figure je Devica Marijinega vnebovzetja Giuseppeja Valeriana in Scipioneja Pulzoneja v cerkvi Il Gesù. Še pomembnejši predhodnik plošče je Rafaelovo Spremenjenje, mojstrovina, ki jo je Carracci zelo ljubil in preučeval. Da je Carracci navdih za osvetlitev - močan učinek reflektorja, ki daje oblikam kiparski videz - dobil pri Rafaelu, postane jasno, če primerjamo figuro svetega Petra s svetim Petrom na istem mestu na Spemenjenju. Tizianovo Vnebovzetje je bila še ena velika renesančna slika, ki je morda vplivala na Carraccija med delom na isti temi, zlasti glede glav nekaterih apostolov v globoki senci in v profil perdu.
Razmerje med slikama Caravaggia in Carraccija v kapeli je stalna tema razprav v umetnostni zgodovini. Zdi se verjetno, da je vsak umetnik »prefinjeno spremenil svoj slog slikanja kot rezultat tega neposrednega soočenja z drugim« in »Carraccijevi monumentalni svetniki, katerih roke in noge se zdijo, kot da prebadajo ravnino slike« so lahko vplivali na Caravaggia. Cerasijevo Vnebovzetje je bilo prelomnica v Annibalovem slikarskem slogu, saj so njegove kompozicije v zadnji fazi njegove kariere postale temnejše, figure večje in bolj monumentalne. Donald Posner je svoj slog v tem obdobju označil za »hiperidealiziran«.
Njegova biografa iz 17. stoletja slike ni štela med najboljša Carraccijeva dela. Giovanni Pietro Bellori jo omenja le na kratko, ko našteva umetnikova pozna dela, medtem ko je Carlo Cesare Malvasia še bolj zaničljiv. Sodobna umetnostna zgodovina je pokazala več spoštovanja. »Vizualni učinki so zagotovili, da so gledalci v prostoru kapele sami izkusili naval božanske energije, ko se je Devica dvignila iz groba, navzven in nad njihove glave v poslikani obok križišča, kjer je bilo naslikano dejansko kronanje«, pravi Rosemary Muir Wright. »Sama Devica je postala ikona idealne lepote v obliki, ki je veliko svojo popolnost dolgovala Rafaelovemu modelu. Ta idealizacija je zagotovila potreben opomin na nadnaravno naravo dogodka, kljub očitnemu vizualnemu prepričanju naravne oblike in treh -dimenzionalni prostor.«

## Galerija
- Sveti Peter, pripravljalna študija, Kraljeva zbirka
- Roke apostola, pripravljalna študija, Kraljeva zbirka
- Oblačila Device, pripravljalna študija, Kraljeva zbirka
- Dva apostola, ki se sklanjata nad grobnico, skica v kraljevi zbirki